# Геологія Бельгії
Геологія Бельгії
На півдні країни розвинені герцинські складчасті споруди, які зазнали сильної денудації. Північніше вони занурюються під товщу г.п. середнього кайнозою, оголюються місцями по долинам річок. На крайній півночі під потужним осадовим чохлом залягає докембрійський кристалічний фундамент. У плейстоцені тер. Б. неодноразово зазнавала дії талих льодовикових вод, велике поширення набули процеси лесонакопичення.
На тер. Б. виділяють: Брабантський масив (центр країни), з півдня і сходу цей масив обмежує синкліналь Намюр. Південніше і південно-східніше Намюру розташовані вариські споруди Арденн. Північніше Брабантського масиву розташований прогин Кампін.
Плато Брабантського масиву складене теригенними і (рідше) карбонатними породами раннього кембрію і пізнього силуру. В період каледонської складчастості і на початку девону вони були сильно дислоковані. Осадові товщі прорвані ранньосилурійськими діабазами і кератофірами, а також постордовицькими кварцовими мікродіоритами. Каледонські утворення масиву перекриті малопотужними осадами крейди, в Арденнах — девонськими та кам'яновугільними відкладами включно з вугленосною світою сер. і верх. карбону. В Арденнах каледонський фундамент виходить на поверхню в підняттях Рокруа, Ставло, Жівон, Серпон. На заході країни вариські структури ховаються під чохлом відкладів верх. крейди і палеогену-неогену і знову виходять на поверхню тільки у Франції (узбережжя Ла-Маншу).
Східні Арденни переходять в прогин Ейфель. Синкліналь Намюр виконана вугленосною моласою (намюр, вестфаль), до якої приурочені родовища Південного вугільного бас. З півдня утворення Арденн насунені на вугленосні відклади Південного бас. Прогин Кампін виконано вугленосною моласою карбону і складає Кампінський вугленосний бас. Після завершення вариської орогенії на тер. Б. розвинулася інтенсивна ерозія в пермі та тріасі, далі відбувалися трансгресії і регресії моря, результатом яких на півночі і півдні країни є відклади тріасу і юри, потужні крейдові відклади. Кайнозойський чохол утворено нерівномірно розташованими товщами піщаних і глинистих осадів, які характерні для центр. і півн. частини країни. Неотектоніка проявлена в Арденнах у формі численних порушень (вуг. бас. Кампін).